# ایوان تریچکوفسکی
ایوان تریچکوفسکی (مقدونی: Иван Тричковски؛ زادهٔ ۱۸ آوریل ۱۹۸۷) بازیکن فوتبال اهل مقدونیه شمالی است.
از باشگاه‌هایی که در آن بازی کرده‌است می‌توان به باشگاه فوتبال النصر امارات، باشگاه فوتبال لگیا ورشو، باشگاه فوتبال آپوئل، باشگاه فوتبال واردار، باشگاه فوتبال انوسیس نئون پارالیمنی، باشگاه فوتبال کلوب بروژ، باشگاه فوتبال ستاره سرخ بلگراد، و باشگاه فوتبال رابوتنیچکی اشاره کرد.
وی همچنین در تیم‌های ملی فوتبال زیر ۲۱ سال مقدونیه شمالی، و مقدونیه شمالی بازی کرده‌است.